# 지프 데이비스
지프 데이비스(Ziff Davis)는 미국의 디지털 미디어 및 인터넷 기업이다. 1927년에 윌리엄 버나드 지프 경과 버나드 조지 데이비스에 의해 설립되었으며 주로 기술 및 건강 지향 미디어 웹사이트, 온라인 쇼핑 관련 서비스, 인터넷 접속 서비스, 게이밍 및 엔터테인먼트 브랜드, 사이버보안, 마테크(martech) 도구들을 소유하고 있다.

## 현재의 자산
- 다운디텍터
- 험블 번들
- IGN
- 라이프해커
- 매셔블
- Speedtest.net
- 슈거싱크

## 판매한 자산
- 일렉트로닉 게이밍 먼슬리
- 게임비디오스닷컴
- 지디넷(CNET에 판매)

## 중단한 자산
- 게임스파이(구 IGN 네트워크)
- 게임트레일러스
- 오피셜 U.S. 플레이스테이션 매거진
- UGO 네트워크
- 볼트 네트워크